# AOL-Magazin
Das AOL-Magazin war eine Computerzeitschrift aus dem Magazin-Verlag am Fleetrand in Hamburg. Zielgruppe waren die Nutzer des Internetdienstanbieters AOL Deutschland.

## Konzept und Umsetzung
Das AOL-Magazin war eine vierteljährliche Zeitschrift, die am 15. Januar 2000 erstmals erschien. Das Magazin war eine Mischung aus Publikumszeitschrift und Kundenzeitschrift: Anders als reine Kundenzeitschriften wurde sie nicht an die eigenen Kunden vergeben, sondern ging in den Einzelverkauf, sollte aber mit passender Themenauswahl Kunden für den AOL-Onlinedienst interessieren. Der Preis betrug 5,00 DM, der Umfang belief sich auf 192 Seiten.
Die Redaktion kooperierte intensiv mit AOL, der auch Beilagen schaltete, war aber inhaltlich vom Anbieter unabhängig. Das Konzept sah 168 Seiten Informationen aus der Online-Welt vor und einen 24-seitigen, von AOL selber beigesteuerten Wegweiser zum Einstieg in das Internet mittels AOL. Ein Markenzeichen des AOL-Magazin waren die Comics seines Hauszeichners Jamiri.

## Vertrieb und Einstellung
Das AOL-Magazin erschien beim Magazin-Verlag am Fleetrand (MVF), der Anfang der 1990er Jahre als hundertprozentige Tochter von Gruner+Jahr gegründet wurde und seit 2005 eine hundertprozentige Tochter der Münchner Hubert-Burda-Media-Gruppe ist. Mit 300.000 Exemplaren gestartet, pendelte sich die Auflage um zwischen 60.000 und 120.000 Exemplaren ein. In der Expansionsphase des Internet funktionierte das Konzept gut. Mit steigender Zahl von Internet-Nutzern und nachlassendem Informationsbedürfnis sank das Leserpotential, die Auflage rutschte endgültig auf rund 60.000 Exemplare. Im Jahre 2004 benannte der Verlag das Magazin in AOL Technik Internet Fun um, fand aber mit dem veränderten Konzept keine ausreichend große Leserschaft mehr. Ein Jahr später wurde es eingestellt.